# Kenny Leckremo
Kenny Matz Hans Leckremo, född 1986, är en svensk sångare från Haninge främst känd som frontman i bandet H.E.A.T. 
Leckremo studerade vid Rytmus musikgymnasium och bildade där bandet Trading fate som senare skulle komma att bli H.E.A.T. Leckremo var sångare i bandet mellan 2007 och 2010 och hann spela in två album med bandet innan han hoppade av. Ny sångare blev Erik Grönwall. 2020 valde Grönwall att hoppa av för att satsa på andra projekt. Då blev Leckremo tillfrågad om att återta rollen som frontman, vilket han tackade ja till utan att tveka, han blev därmed den andra återvändande medlemmen i bandet efter att gitarristen Dave Dalone haft ett uppbrott med bandet mellan 2013 och 2016 
Efter åren i H.E.A.T flyttade Leckremo till England och skrev musik. Under flera år var det relativt tyst kring honom, livstecknet kom med låten "Is this the way (you want me)" som var med och tävlade i Litauens uttagning till Eurovision Song Contest 2014 Han bosatte sig senare i Spanien där han turnerade som en av flera sångare i uppsättningarna "Symphonic rhapsody of Queen" och "History of rock". Han släppte även albumet "Spectra" 2018 där alla 13 spår är komponerade av Leckremo själv. Albumet var efterlängtat av fans och mottogs generellt väl av kritiker